# Västra arméfördelningen
Västra arméfördelningen (3. förd), var en arméfördelning inom svenska armén som verkade i olika former åren 1941–1997. Förbandsledningen var förlagd i Skövde garnison i Skövde.

## Historik
Västra arméfördelningen bildades den 1 augusti 1941 som III. fördelningen. Arméfördelningen var tillsammans med XIII. fördelningen direkt underställd militärbefälhavaren för III. militärområdet, medan Skaraborgs regemente svarade för uppsättandet och mobilisering av arméfördelningsstaben. Den 1 oktober 1966 kom beteckningen att ändrades från att anges i romerska siffror till arabiska siffror, det vill säga fördelningen kom att benämnas som 3. arméfördelningen. Den 1 juli 1993 uppgick Västra militärområdet i Södra militärområdet. Arméfördelningen kom därmed tillsammans med Södra arméfördelningen att underställs militärbefälhavaren för Södra militärområdet.
Genom försvarsbeslutet 1992 beslutade riksdagen att försvarets krigsorganisationen skulle spegla fredsorganisationen. Därmed kom arméfördelningsstaben från den 1 juli 1994 tillsammans med Södra arméfördelningen att organiseras som kaderorganiserade krigsförband inom Södra militärområdet.
Inför försvarsbeslutet 1996 föreslog regeringen för riksdagen att krigsorganisationen skulle reduceras. Där bland annat de tre militärområdena skulle omfattas av varsin fördelningsstab. Av de sex fördelningsstaberna skulle tre fördelningsstaber med fördelningsförband samt 13 armébrigader bibehållas. Inom Södra militärområdet föreslog regeringen att Västra arméfördelningen skulle upplösas och avvecklas. Den 13 december 1996 antog riksdagen regeringens proposition, vilket medförde att Västra arméfördelningen upplöstes och avvecklades den 31 december 1997.

## Verksamhet
Västra arméfördelningens främsta uppgift var att utveckla, leda och samordna markstridskrafter för försvar av i Västsverige. Arméfördelningschefen lede den taktiska verksamheten och var direkt underställd militärbefälhavaren för Västra militärområdet, och från 1993 Södra militärområdet. Efter att Västra arméfördelning upplöstes och utgick ur krigsorganisationen, övertogs dess uppgifter den 1 januari 1998 av Södra arméfördelningen. 

### 1994–1997
Åren 1994–1997 bestod fördelningen av nedan brigader.
- Älvsborgsbrigaden (IB 15), Borås.
- Hallandsbrigaden (IB 16), Halmstad.
- Skaraborgsbrigaden (PB 9), Skövde.

## Förläggningar och övningsplatser
I samband med att fördelningsstaben bildades kom den att samlokaliseras med Västra militärområdesstaben på Skolgatan 10, och från 1966 även på Drottninggatan 7-9 i Skövde.

## Heraldik och traditioner
Västra arméfördelningen har sina rötter och traditioner ur Tredje militärdistriktet som bildades 1833. Militärdistriktsstaben lokaliserades 1885 till Skövde. I samband med att arméfördelningen den 1 juli 1994 blev ett självständigt förband, antogs namnet Västra arméfördelningen. Fram till 30 juni 1994 hade fördelningen endast benämnts som 3. arméfördelningen. I samband med att Västra arméfördelningen upplöstes och avvecklades, överfördes traditionsansvaret på Södra arméfördelningen (13. förd) i Kristianstad. Från den 1 juli 2000 övertogs detta ansvar av 1. mekaniserade divisionen, vilken även övertog traditionsansvaret för samtliga arméfördelningar. I samband med att Västra arméfördelningen upplöstes och avvecklades instiftades Västra arméfördelningens minnesmedalj i silver (VFördMSM).

## Förbandschefer
- 1941–1981: ?
- 1981–1991: Leif Kesselmark

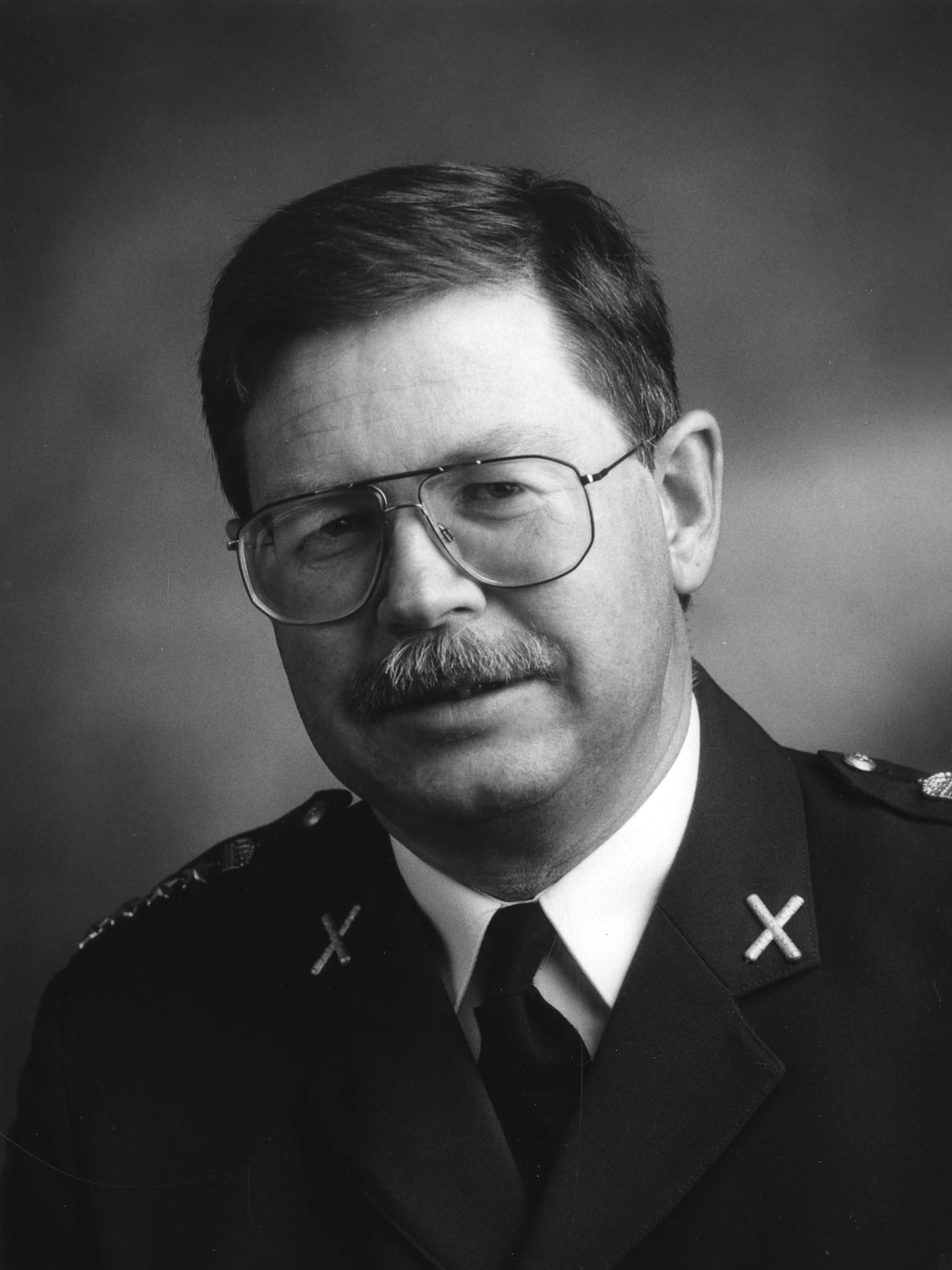
Överste av 1. graden Johan Hederstedt som chef 1993–1996.

- 1991–1993: Överste av 1. graden Per Källström
- 1993–1996: Överste av 1. graden Johan Hederstedt [e]
- 1995–2000: Överste av 1. graden Sven-Eric Andersson

## Namn, beteckning och förläggningsort
| III. fördelningen       | 1941-08-01 | – | 1966-09-30 |
| 3. arméfördelningen     | 1966-10-01 | – | 1994-06-30 |
| Västra arméfördelningen | 1994-07-01 | – | 1997-12-31 |

| III. förd | 1941-08-01 | – | 1966-09-30 |
| 3. förd   | 1966-10-01 | – | 1997-12-31 |

| Skövde garnison (F) | 1941-08-01 | – | 1997-12-31 |